# Marie Jirásková (politička)
Marie Jirásková (23. června 1916, Semonice u Jaroměře – ???) byla česká a československá politička Komunistické strany Československa a poúnorová poslankyně Národního shromáždění ČSR a Národního shromáždění ČSSR a Sněmovny lidu Federálního shromáždění.

## Biografie
Ve volbách roku 1954 byla zvolena za KSČ do Národního shromáždění ve volebním obvodu Hradec Králové. Mandát obhájila ve volbách v roce 1960 (nyní již jako poslankyně Národního shromáždění ČSSR za Východočeský kraj, podílela se na projednání ústavy ČSSR v roce 1960) a volbách roku 1964. V parlamentu zasedala do konce funkčního období v roce 1968. K roku 1954 se profesně uvádí jako členka KNV a dělnice v papírnách Zdeňka Nejedlého v Hostinném.
12. sjezd KSČ ji zvolil za člena Ústředního výboru Komunistické strany Československa. 13. sjezd KSČ ji ve funkci potvrdil.
Po federalizaci Československa usedla roku 1969 za KSČ do Sněmovny lidu Federálního shromáždění (volební obvod Vrchlabí), kde setrvala do konce volebního období, tedy do voleb v roce 1971. K roku 1968 se profesně uvádí jako dělnice z Vrchlabí.